# Paul Otto (skådespelare)
Paul Otto, född 8 februari 1878 i Berlin, Kejsardömet Tyskland, död i samma stad 25 november 1943, var en tysk skådespelare. Han medverkade i över 150 filmer.

## Filmografi, urval
- 1921 – Miljonstölden
- 1931 – Köpenick-Kaptenen
- 1932 – Bättre dag för dag
- 1932 – Hon eller ingen
- 1932 – Kärlek per telefon
- 1933 – Din för evigt
- 1933 – Amor i ledband
- 1933 – Fröken Hoffmans äventyr
- 1936 – Hans officiella hustru
- 1938 – Frau Sylvelin
- 1938 – Stölden i 3:e ringen
- 1939 – Kvinnan utan rykte
- 1939 – Luftens rivaler